# Lijst van oorlogsmonumenten in Oost Gelre
De Nederlandse gemeente Oost Gelre heeft 4 oorlogsmonumenten. Hieronder een overzicht.
| Nr.  | Object                              | Herdachte groep                                                                                  | Ontwerper         | Onthulling        | Type            | Locatie                                           | Plaats        | Coördinaten                   | Foto            |
| ---- | ----------------------------------- | ------------------------------------------------------------------------------------------------ | ----------------- | ----------------- | --------------- | ------------------------------------------------- | ------------- | ----------------------------- | --------------- |
| 502  | Monument bij de R.K Calixtuskerk    | allen                                                                                            | Reukers B.V.      |                   | Kruis           | Kerkstraat 8, 7141 BA                             | Groenlo       | 52° 2' 28" NB, 6° 36' 55" OL  |                 |
| 807  | Vrede-Vrijheid-Recht                | algemeen, allen                                                                                  | André P. Schaller | 22 mei 1948       | beeld/sculptuur | Dijkstraat, 7131 DM                               | Lichtenvoorde | 51° 59' 15" NB, 6° 34' 22" OL |                 |
| 3217 | Monument op de Joodse begraafplaats | vervolgden Nederland                                                                             |                   | 1986              | plaquette       | Kanonswal                                         | Groenlo       | 52° 2' 39" NB, 6° 36' 50" OL  |                 |
| 3218 | Glazen monument                     | vervolgden Nederland, burgerslachtoffers                                                         |                   | 1997              | beeld/sculptuur | Winterswijkseweg/Lichtenvoordseweg, 7141 DM       | Groenlo       | 52° 2' 24" NB, 6° 37' 11" OL  | Glazen monument |
| 3761 | Indië-monument                      | militairen in dienst van het Ned. Kon. na 1945                                                   |                   |                   | gedenksteem     | Raadhuisstraat 5, 7131 CL                         | Lichtenvoorde |                               |                 |
| 4542 | herinneringsmonument                | vervolgden Nederland                                                                             | Joep Karnebeek    | 2 oktober 2022    | beeld/Sculptuur | Lievelderweg                                      | Lievelde      |                               |                 |
| 4597 | oorlogsmonument                     | militairen in dienst van het Ned. Kon. 1940-1945, Militairen in dienst van het Ned. Kon. na 1945 |                   | 12 september 2021 | kruis           | Dorpsstraat                                       | Zieuwent      |                               |                 |
|      | Klein Engeland                      | geallieerde militairen                                                                           |                   |                   | overig          | Joep ter Haar plantsoen / Hendrik Leemreizestraat | Lichtenvoorde |                               |                 |
|      | Stolpersteine                       | vervolgden Nederland                                                                             | Gunter Demnig     |                   | reliëf          |                                                   | Groenlo       |                               |                 |

Aalten ·
Apeldoorn ·
Arnhem ·
Barneveld ·
Berg en Dal ·
Berkelland ·
Beuningen ·
Bronckhorst ·
Brummen ·
Buren ·
Culemborg ·
Doesburg ·
Doetinchem ·
Druten ·
Duiven ·
Ede ·
Elburg ·
Epe ·
Ermelo ·
Harderwijk ·
Hattem ·
Heerde ·
Heumen ·
Lingewaard ·
Lochem ·
Maasdriel ·
Montferland ·
Neder-Betuwe ·
Nijkerk ·
Nijmegen ·
Nunspeet ·
Oldebroek ·
Oost Gelre ·
Oude IJsselstreek ·
Overbetuwe ·
Putten ·
Renkum ·
Rheden ·
Rozendaal ·
Scherpenzeel ·
Tiel ·
Voorst ·
Wageningen ·
West Betuwe ·
West Maas en Waal ·
Westervoort ·
Wijchen ·
Winterswijk ·
Zaltbommel ·
Zevenaar ·
Zutphen